# أشتون سيمز
أشتون سيمز (بالإنجليزية: Ashton Sims)‏ هو لاعب دوري الرغبي أسترالي، ولد في 26 فبراير 1985 في أستراليا.

## روابط خارجية
- أشتون سيمز على موقع ItsRugby.co.uk (الإنجليزية)